# 八氏盾球蛛
八氏盾球蛛（学名：Orthobula yaginumai）为光灰蛛科盾球蛛属的动物。分布于日本以及中国大陆的广东、浙江、福建等地。该物种的模式产地在日本。